# Xã Northfield, Michigan
Xã Northfield (tiếng Anh: Northfield Township) là một xã thuộc quận Washtenaw, tiểu bang Michigan, Hoa Kỳ. Năm 2010, dân số của xã này là 8.245 người.